# Raival
Raival ist eine französische Gemeinde mit 241 Einwohnern (Stand: 1. Januar 2022) im Département Meuse in der Region Grand Est (bis 2015 Lothringen). Sie gehört zum Arrondissement Bar-le-Duc und zum Kanton Bar-le-Duc-1. 

## Geografie
Raival liegt etwa zwölf Kilometer nordöstlich des Stadtzentrums von Bar-le-Duc. Umgeben wird Raival von den Nachbargemeinden Érize-la-Petite im Norden und Nordosten, Longchamps-sur-Aire im Nordosten und Osten, Pierrefitte-sur-Aire und Nicey-sur-Aire im Osten, Belrain im Südosten, Érize-la-Brûlée im Süden, Seigneulles im Südwesten, Les Hauts-de-Chée im Südwesten und Westen sowie Rembercourt-Sommaisne im Nordwesten. Das Gemeindegebiet wird vom Flüsschen Ezrule durchquert.

## Geschichte
Raival wurde 1973 aus den Gemeinden Érize-la-Grande und Rosnes gebildet.

## Bevölkerungsentwicklung
| Jahr                       | 1962 | 1968 | 1975 | 1982 | 1990 | 1999 | 2006 | 2019 |
| Einwohner                  | 147  | 141  | 274  | 243  | 223  | 224  | 244  | 248  |
| Quellen: Cassini und INSEE |      |      |      |      |      |      |      |      |

## Sehenswürdigkeiten

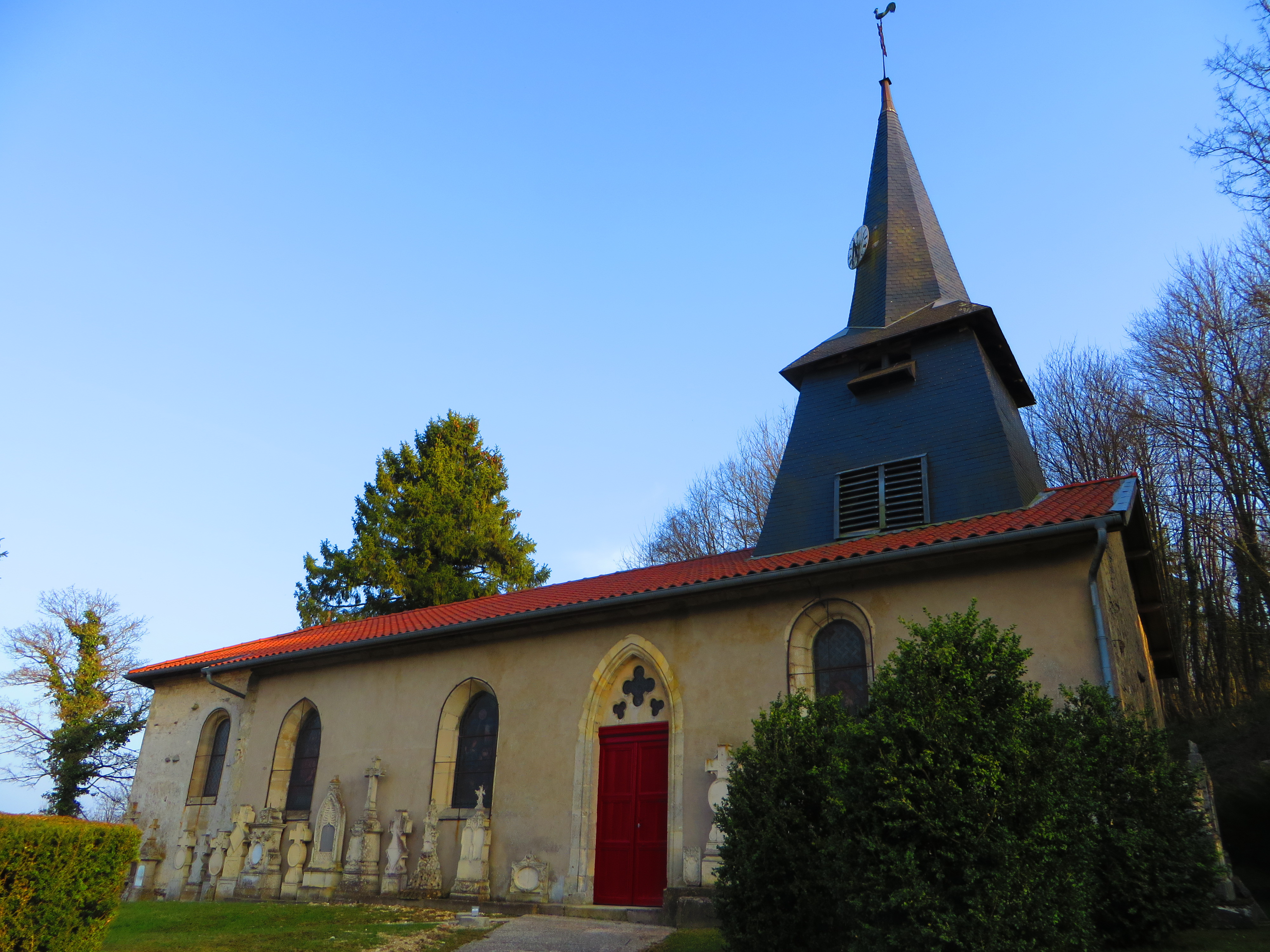
Kirche Saint-Martin

- Kirche Saint-Martin in Érize-la-Grande, 1788 wieder errichtet
- Kirche Saint-Evre in Rosnes aus dem 16. Jahrhundert